# Paolo Afiarta
Paolo Afiarta (Paulus Afiarta in latino; ... – Ravenna, 772) è stato un funzionario e politico della Roma dell'VIII secolo. Figura influentissima presso le corti dei pontefici Stefano III e Adriano I, fu il maggior esponente del cosiddetto partito filolongobardo della Curia romana e protagonista di una serie di congiure e macchinazioni mirate ad aumentare l'influenza dei sovrani longobardi sul papato a discapito di franchi e bizantini.

## Contesto storico

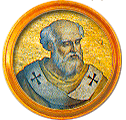
Papa Stefano III

Le esatte origini di Paolo Afiarta non sono note. Compare per la prima volta nelle fonti come cubicolario del Palazzo Lateranense durante il pontificato di Stefano III, un periodo di incertezza politica e di convulse lotte intestine che caratterizzò l'ambiente romano e curiale dopo il termine del dominio bizantino sul papato. La sua influenza sembra essere una delle cause del progressivo avvicinamento del pontefice al re dei Longobardi Desiderio e della sua crescente ostilità verso i maggiori oppositori di quest'ultimo, il primicerio Cristoforo e suo figlio Sergio, secundicerius notariorum. I due avevano dominato la scena politica romana negli ultimi anni ed erano in aperto contrasto con il sovrano longobardo sin dal 768, quando sventarono un suo tentativo di installare sul soglio pontificio un papa di sua scelta, facendo invece eleggere il già citato Stefano III.

## Operato sotto papa Stefano III

### Lo scontro con Cristoforo e Sergio

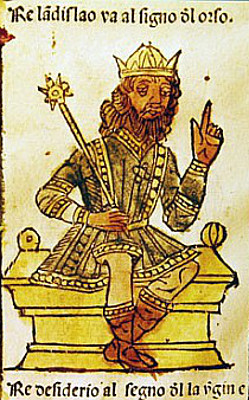
Il re longobardo Desiderio in un'illustrazione del Libro delle Sorti di Lorenzo Spirito Gualtieri

Già poco dopo la propria elezione tuttavia Stefano III, temendo un eccessivo accentramento del potere nelle mani del primicerio e di suo figlio ma non potendo temporaneamente contare sull'aiuto dei franchi che stavano attraversando un momento di debolezza e instabilità a seguito della morte di Pipino il Breve, decise di chiedere sostegno al re longobardo, probabilmente su consiglio di Paolo Afiarta. Desiderio fu dunque invitato tramite lo stesso Afiarta a recarsi a Roma, ufficialmente per discutere la restituzione alla Santa Sede dei territori (iustitiae) dell'Esarcato e della Pentapoli conquistati dai Longobardi negli anni precedenti. È probabile che Afiarta avesse ricevuto da Desiderio il compito di scatenare una sommossa popolare contro Cristoforo e Sergio in concomitanza con l'arrivo delle truppe longobarde così da permettere una facile presa della città. Il primicerio tuttavia, avendo intuito le reali intenzioni dei longobardi, fece confluire a Roma con l'aiuto del duca Grazioso e di Dodone, messo del re franco Carlomanno, numerosi contingenti armati dall'Umbria e dalla Campania per mantenere il controllo sulla città. Così, quando Desiderio giunse presso le mura aureliane nel gennaio 771, gli fu impedito l'ingresso nell'Urbe e dovette invece accamparsi vicino alla basilica di San Pietro. Qui si svolsero alcuni giorni dopo i primi colloqui tra il papa e il re longobardo.
Cristoforo e Sergio tuttavia, temendo che tramite questi incontri anche il pontefice si stesse accordando con Desiderio per consegnare la città ai Longobardi, fecero irruzione con la forza nel palazzo del Laterano e, dopo aver arrestato Afiarta con l'accusa di tradimento, costrinsero il papa a giurare di non essere suo complice. Questa azione si rivelò però estremamente controproducente: non solo infatti Stefano III si convinse ancora di più che il primicerio fosse ormai diventato troppo potente, ma finì per costare a Cristoforo e Sergio anche l'ampio supporto della popolazione romana di cui avevano goduto fino a quel momento. Il papa, dopo aver ottenuto che a Paolo Afiarta fosse risparmiata la vita, fuggì in segreto con lui a San Pietro ponendosi sotto la protezione di Desiderio, consegnando di fatto Roma alla fazione filolongobarda proprio come Afiarta auspicava.
Desiderio acconsentì a quel punto alla restituzione delle iustitiae a patto che Cristoforo e Sergio fossero tolti di mezzo una volta per tutte. Stefano inviò quindi dai due i vescovi Andrea di Palestrina e Giordano di Segni con l’ordine di presentarsi subito al cospetto del papa. Inizialmente il primicerio e suo figlio rifiutarono ma poi, vedendosi ormai abbandonati da tutti i loro alleati, decisero di consegnarsi al pontefice agli inizi di marzo. Una volta usciti dalla città furono però catturati dai soldati longobardi e portati da Desiderio. Alcuni giorni dopo, benché Stefano III insistesse affinché venissero semplicemente costretti alla tonsura e rinchiusi in un monastero di clausura, i due furono invece consegnati direttamente a Paolo Afiarta, che li fece accecare davanti alla porta di San Pietro. Cristoforo morì tre giorni dopo per le ferite riportate, mentre Sergio fu imprigionato nel palazzo lateranense.

### Signore di Roma
Con il papa ormai privo di qualsiasi potere effettivo e con l'appoggio di Desiderio, Paolo Afiarta divenne così de facto signore di Roma. Preso il potere, Afiarta iniziò un processo di epurazione nei ranghi clericali, civili e militari di Roma, esiliandone o incarcerandone tutti i membri che riteneva ostili e rimpiazzandoli con uomini a lui fedeli; anche il duca Grazioso fu allontanato e sostituito con Giovanni, fratello di papa Stefano III e fedelissimo di Afiarta. Per scongiurare inoltre un possibile intervento dei sovrani franchi, messi in allarme alla notizia dei fatti di Roma, Afiarta fece scrivere a Stefano III una lettera indirizzata a Carlo Magno nella quale descriveva come Cristoforo e Sergio, traditori ispirati dal demonio, avessero cospirato contro il papa e come Desiderio, sostenuto dal popolo romano, fosse intervenuto solo per proteggere il Santo Padre.
Nel gennaio 772, pochi giorni prima che Stefano III morisse, Afiarta decise di eliminare definitivamente anche il suo ultimo avversario ancora in vita: su suo ordine il cubiculario Calvulo, uno dei più stretti collaboratori di Afiarta, e due suoi complici prelevarono in segreto Sergio dalla sua cella in Laterano, lo condussero nei pressi dell'attuale basilica di Santa Maria Maggiore e lì lo uccisero per poi seppellirlo di nascosto sotto gli archi dell'acquedotto Claudio.

## Operato sotto papa Adriano I

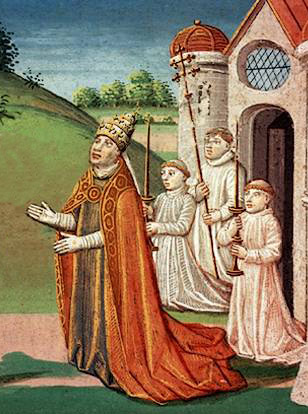
Papa Adriano I

Dopo la morte di Stefano III, Paolo Afiarta aveva in programma di far eleggere come nuovo papa un uomo di suo scelta che portasse avanti la sua politica di alleanza con i Longobardi. Incontrò tuttavia la ferma opposizione di tutta la nobiltà e di tutto il clero di Roma, che poco avevano gradito le sue epurazioni e che sospettavano fosse il responsabile della misteriosa scomparsa di Sergio. L'assemblea scelse così come nuovo pontefice Adriano I, membro dell'aristocrazia cittadina e fermo oppositore del partito filolongobardo.
Nonostante le opposte visioni politiche, Adriano evitò di entrare subito in conflitto con Afiarta, cui concesse, anzi, la carica di nuova istituzione di superista, ossia comandante della guardia papale e di tutte le milizie di Roma. Al contempo però, il nuovo pontefice decretò il richiamo e la scarcerazioni di tutti quelle figure che erano state esiliate o imprigionate da Afiarta nei mesi precedenti. Quando una delegazione di Desiderio giunse però a Roma per congratularsi col nuovo papa e per rinnovare l'amicizia tra i due sovrani nonché per chiedere il riconoscimento come regina di Gerberga (vedova di Carlomanno) contro le rivendicazioni di Carlo Magno, Adriano non si mostrò per nulla accondiscendente e non solo rifiutò le richieste dei legati, ma anzi intimò loro l'immediata restituzione delle iustitiae, promessa mai mantenuta dal re longobardo. In risposta, Desiderio mosse le sue truppe verso la Romagna, minacciando di conquistare anche il resto delle terre pontificie. Adriano inviò allora presso la corte longobarda di Pavia una delegazione guidata dallo stesso Afiarta per cercare un punto d'intesa con Desiderio.
Questa missione diplomatica, nella quale il papa non riponeva la minima fiducia, servì di fatto solo come un'occasione per allontanare Afiarta dalla città e poter fare così pulizia di tutti gli esponenti filolongobardi dell'Urbe. Fu avviata un'inchiesta sulla scomparsa di Sergio (e, più in generale, sugli eventi accaduti durante il pontificato di Stefano III) che portò in breve all'arresto di Calvulo e dei suoi complici, i quali confessarono l'omicidio e indicarono Afiarta come mandante dello stesso.

### Arresto e morte
Paolo Afiarta intanto, che non era riuscito a raggiungere Pavia prima che Desiderio lanciasse un attacco contro i territori esarcali e si impadronisse di Ferrara, Comacchio e Faenza, era stato incaricato da Desiderio di perorare nuovamente presso il pontefice la causa dei figli del defunto Carlomanno (con l'obiettivo di evitare che il potere regio dei Franchi si concentrasse nelle mani del solo Carlo Magno) in cambio della fine delle ostilità. Durante il viaggio di ritorno Afiarta fu però arrestato a Rimini dall'arcivescovo Leone I di Ravenna, che aveva nel frattempo ricevuto istruzioni da Adriano I. Secondo le indicazioni del pontefice, il vescovo ravennate avrebbe a quel punto dovuto limitarsi a consegnarlo agli ufficiali bizantini della Venezia marittima i quali lo avrebbero poi tradotto via nave a Costantinopoli dove sarebbe rimasto detenuto a vita. Leone invece, dopo aver istituito di sua iniziativa un processo contro il funzionario filolongobardo nel quale questi fu riconosciuto colpevole in quanto reo confesso, si rifiutò di far imbarcare il condannato in un porto delle Venezie, sostenendo che il duca veneto Maurizio avrebbe potuto usare Paolo Afiarta come pedina di scambio per il proprio figlio Giovanni, che era prigioniero dei Longobardi.
Il sacellario Gregorio, un ambasciatore pontificio di passaggio a Ravenna in quei giorni, intimò allora a Leone di custodire il condannato incolume fino al termine della sua missione diplomatica, quando lo avrebbe ricondotto con sé a Roma. Tuttavia, appena il sacellario lasciò la città, Leone preferì far mettere subito a morte Paolo Afiarta, chiedendo a posteriori il consenso papale. Adriano, benché sollevato dalla morte del suo principale avversario politico, non voleva figurare quale complice di un’eliminazione tanto sbrigativa e riversò l’intera responsabilità del gesto sul presule ravennate, ribadendo che Paolo Afiarta avrebbe piuttosto dovuto essere trasferito a Roma e costretto alla penitenza.
La morte di Paolo Afiarta pose fine una volta per tutte al progetto di alleanza di Roma con il regno longobardo, facendo entrare stabilmente il papato nella sfera di influenza dei sovrani franchi.